# عمر الزعابي
عمر ذياب عيسى راشد الزعابي مواليد 17 أبريل 1999، لاعب كرة قدم إماراتي يجيد اللعب في الدفاع مع نادي الحمرية .

## مسيرة اللاعب
لعب في نادي كلباء ونادي الحمرية.